# Baruch Osnija
Baruch Osnija (hebrejsky: ברוך אזניה, rodným jménem Baruch Eisenstadt, žil 19. září 1905 – 6. července 1994) byl izraelský politik a poslanec Knesetu za strany Mapaj, Ma'arach, Izraelská strana práce a opět Ma'arach.

## Biografie
Narodil se ve městě Pinsk v tehdejší Ruské říši (pak Polsko, dnes Bělorusko). Vystudoval židovskou základní školu, střední školu v Gdaňsku a Königsberskou univerzitu v Königsbergu (dnes Kaliningrad). Působil jako právník v Gdaňsku. V roce 1933 přesídlil do dnešního Izraele. Učil na střední škole.

## Politická dráha
Angažoval se v hnutí ha-Bonim v Německu. V roce 1929 se stal členem ústředního výboru strany Po'alej Cijon. Po přesídlení do dnešního Izraele se angažoval v hnutí kibuců ha-Kibuc ha-me'uchad, po jehož rozkolu v letech 1952–1953 přešel do hnutí Ichud ha-kvucot ve-ha-kibucim.
V izraelském parlamentu zasedl poprvé už po volbách v roce 1949, do kterých šel za formaci Mapaj. Mandát ale získal až dodatečně, v únoru 1951, jako náhradník. Do činnosti Knesetu se již výrazně nezapojil. Za Mapaj byl zvolen i ve volbách v roce 1951. Byl členem výboru pro ústavu, právo a spravedlnost, výboru překladatelského, výboru pro ekonomické záležitosti a výboru House Committee. Opětovně byl zvolen ve volbách v roce 1955 za Mapaj. Předsedal výboru House Committee. Byl členem výboru pro ústavu, právo a spravedlnost, výboru překladatelského, výboru pro ekonomické záležitosti. Za Mapaj uspěl i ve volbách v roce 1959. Byl členem výboru pro ekonomické záležitosti a výboru House Committee. Znovu se v Knesetu objevil po volbách v roce 1961, kdy kandidoval opět za Mapaj. Stal se členem výboru pro ústavu, právo a spravedlnost, výboru pro záležitosti vnitra, výboru pro ekonomické záležitosti, výboru pro zahraniční záležitosti a obranu a výboru House Committee. Opětovně byl zvolen ve volbách v roce 1965, nyní na kandidátce formace Ma'arach. V průběhu volebního období dočasně přešel s celou stranou do poslaneckého klubu Strany práce, aby se pak vrátil k názvu Ma'arach. Byl předsedou parlamentního výboru House Committee a podvýboru pro zprávu ombudsmana. Zasedal ve výboru pro zahraniční záležitosti a obranu, výboru pro ústavu, právo a spravedlnost a výboru pro jmenování rabínských soudců. Ve volbách v roce 1969 poslanecký mandát neobhájil.